# مهرگان امیرخسروی
مهرگان امیرخسروی (متولد ۲۵ شهریور ۱۳۴۲، رودبار)، رییس هیئت مدیره شرکت امیر منصور آریا، برادر و شریک تجارتی مه‌آفرید امیرخسروی است (در شهریور ۱۳۹۰، به اختلاس چند هزار میلیارد تومانی متهم شد که گفته می‌شود بزرگ‌ترین اختلاس تاریخ ایران تا آن زمان بوده‌است).
مهرگان امیرخسروی و همسرش طوبی عبدالله زاده سیاهکلی که از کشور متواری شدند، در شهر مونترال کانادا به سر می‌بردند و امید به اقامت دائم در این کشور را داشتند که اداره مهاجرت کانادا درخواست اقامت این زوج را نپذیرفت.

## محکومیت
مهرگان امیرخسروی، هم اکنون به جرم رشوه خواری، تحصیل غیرقانونی اموال، کلاهبرداری و استفاده از اسناد جعلی، به درخواست ایران تحت تعقیب پلیس بین‌الملل (اینترپل) است. وکیل‌مدافع مهرگان امیرخسروی از محکومیت وی به بیست سال حبس و پرداخت یک چهارم جزای نقدی محکومیت مه‌آفرید امیرخسروی (حدود ۱۷۰ میلیارد تومان) از سوی شعبه اول دادگاه انقلاب خبر داده است. او همچنین اظهار داشته که همسر موکلم نیز به ۵ سال حبس محکوم شده است و اتهام هر دو نفرشان مشارکت در اخلال در نظام اقتصادی عنوان شده است.